# Temiste
Nella mitologia greca Temiste (greco antico: Θεμίστη Themìstē) (... – ...) è stata una principessa troiana figlia del re Ilo di Troade e forse di Euridice.

## Biografia
Era la sorella di Laomedonte e Telecleia. Sposò il cugino Capi, figlio di Assarco e Ieromnene e con lui ebbe il figlio Anchise e forse, Antenore o anche Laocoonte. Anchise sarebbe poi diventato il padre di Enea mentre Antenore divenne il padre del sacerdote Laocoonte secondo un’altra fonte. 